# José Albuquerque
José Albuquerque (nascido em 20 de setembro de 1916 em Mangualde e falecido em 5 de janeiro de 1963) é um antigo ciclista português. Apelidado a "Faísca", foi o vencedor de duas edições da classificação geral da Volta a Portugal.

## Equipas
- 1938 :  Campo de Ourique
- 1939-1941 :  Sporting Clube de Portugal

## Palmarés
- 1938
  - Volta a Portugal :
    - Classificação geral
      - 9.ª etapa
- 1939
  - 12.º, 15.º e 28.ª etapas da Volta a Portugal
- 1940
  - Volta a Portugal :
    - Classificação geral
      - 9.º e 13. ª etapas

  - 2.º de Porto-Lisboa
- 1941
  -     - 6.º, 7.º, 9.ºb, 11.º e 13.ºb etapas da Volta a Portugal

  - 2.º do Campeonato de Portugal em estrada

## Distinções
- Ciclista do ano do CycloLusitano : 1938 e 1940